# Sauternes
Sauternes – miejscowość i gmina we Francji, w regionie Nowa Akwitania, w departamencie Żyronda.
Według danych na rok 1990 gminę zamieszkiwało 589 osób, a gęstość zaludnienia wynosiła 52 osób/km² (wśród 2290 gmin Akwitanii Sauternes plasuje się na 652. miejscu pod względem liczby ludności, natomiast pod względem powierzchni na miejscu 980.).